# Suriavarmã II
Suriavarmã II (em quemer: សូរ្យវរ្ម័នទី២) foi um dos rajás do Império Quemer de 1113 a 1145/50, celebrado como reformador religioso e construtor de Anguecor Uate, o maior monumento religioso no mundo dedicado ao deus hindu Víxenu.

## História
Suriavarmã nasceu em data incerta ao longo do século XI e era filho de Narendralaquesmi (Narendralakṣmi) e do rajá Quesitindraditia (Ksitindraditya) ou Cretindraditia (Krtindraditya) da dinastia Maidrarapura (r. 802–1219), que por sua vez era neto do rajá Hiraniavarmã de Panom Rum. Segundo uma de suas inscrições, quando ainda estava em meio a seus estudos, trouxe à tona sua reivindicação legítima ao trono. Parece que lidou com um pretendente rival da linha de Harxavarmã III (r. 1066–1080), quiçá Neripatindravarmã, que dominava o sul, e então se voltou contra o velho e ineficaz Daranindravarmã I (r. 1107–1113), seu tio-avô. Conforme diz sua inscrição: "deixando no campo de batalha o oceano de seus exércitos, travou uma terrível luta; saltando na cabeça do elefante do rei inimigo, o matou, como Garuda na borda de uma montanha mataria uma serpente.”